# 2،2'-ثنائي بيريدين
2,2'-ثنائي بيريدين هو مركب عضوي له الصيغة C10H8N2، ويوجد على شكل بلورات بيضاء اللون.
يعد المركب أحد المتصاوغات الهندسية الممكنة لعائلة مركبات ثنائي البيريدين.

## التحضير
يحضر المركب من تفاعل نزع هيدروجين من البيريدين بوجود حفاز نيكل راني:
2C5H5N → (C5H4N)2 + H2
كما يمكن استخدام حفاز من كلوريد الحديد الثلاثي.
يمكن أن تتم عملية التحضير بأسلوب مختلف حسب تفاعل أولمان انطلاقاً من 2-برومو البيريدين بوجود حفاز من مسحوق النحاس.

## الخواص
يوجد المركب في الشروط القياسية على شكل بلورات بيضاء اللون، ذات انحلالية ضعيفة في الماء.
المركب قادر على تشكيل معقدات تناسقية مختلفة:

## الاستخدامات
يمكن أن يستخدم معقد 2,2'-ثنائي بيريدين أحمر اللون مع الحديد الثلاثي في المعايرة اللونية لتحديد كمية الحديد مخبرياً.